# Морнарички истражитељи (6. сезона)
Шеста сезона амерички полицијо-процедуралне драме Морнарички истражитељи је емитована од 23. септембра 2008. до 19. маја 2009. године на каналу ЦБС. Нови директор МЗИС-а Леон Венс (којег глуми Роки Керол) постао је главни лик и представљени су нови чланови екипе агента Гибса. Агенткиња МЗИС-а Мишел Ли из правне службе, Данијел Китинг из кибер-злочина и посебни агент Брент Лангер из ФБИ-ја. Лангер је убијен у првој епизоди сезоне. Након завршетка друге епизоде, Макги, Зива и Тони се враћају у екипу, а Лијева и Китинг враћају у Правну службу односно Кибер злочине.
Дводелна епизода „Легенда“ представила је екипу која ће се касније појавити у огранку Морнарички истражитељи: Лос Анђелес.

## Опис
Роки Керол, који се појављивао епизодно у прошлој сезони, унапређен је у главну поставу.

## Улоге

### Главне
- Марк Хармон као Лерој Џетро Гибс
- Мајкл Ведерли као Ентони Динозо мл.
- Коте де Пабло као Зива Давид
- Поли Перет као Ебигејл Шуто
- Шон Мареј као Тимоти Макги
- Роки Керол као Леон Венс
- Дејвид Макалум као др Доналд Малард

### Епизодне
- Брајан Дицен као Џејмс Палмер (епизоде 1, 5−6, 8, 13, 16, 18, 20−21, 25)

## Епизоде
| Бр. у серији | Бр. у сезони | Назив                     | Редитељ          | Сценариста                                                          | Пpемијерно емитовање | Пpод. код | Бр. гледалаца у (милионима) |
| --- | ------------ | ------------------------- | ---------------- | ------------------------------------------------------------------- | -------------------- | --------- | --------------------------- |
| 114 | 1            | "Последњи преживели"      | Тони Вормби      | Шејн Бренан                                                         | 23. септембар 2008.  | 601       | 18.03                       |
| Гибс се бори са Венсовом заменом екипe док решава убиство, али открива да је неко од чланова његове нове екипе кртица. Такође, Гибс открива да су Зива и Макги све време истраживали различите аспекте истог случаја. |              |                           |                  |                                                                     |                      |           |                             |
| 115 | 2            | "Агент на броду"          | Томас Џ. Рајт    | Ден И. Фесман и Дејвид Џ. Норт                                      | 30. септембар 2008.  | 602       | 17.47                       |
| Сада стациониран на носачу авиона Роналд Реган, Тони открива да се војни поручник убио скоком са брода, а оставио је само одору на палуби. Кад Макги и Зива оду да обавесте поручникову жену, откривају да је претучена на смрт баш кад је он отишао. Венс убеђује Гибса да одабере агента који ће да замени Тонија баш када је Тони завршио свој задатак на броду Роналд Реган. Макги открива да је жртвина картица коришћена три дана након што је Роналд Реган отишао. Гибс наставља да испитује Венса зашто је послао Тонија на море. Тони иде дамо где је кредитна картица коришћена, али проналази мртвог поручника тамо где је картица коришћена. Зива и Гибс крећу код Тонија да му помогну око истраге. Макги и Еби откривају да убица планира биолошки напад на војни брод. Кад су пронашли Каплана, човека ког су тражили, он је у коми и не може да каже где је убица. Након проналаска убице, Гибс говори Тонију да купи прње и да иде кући у штаб МЗИС-а. Венс говори да то није казна и Тони се враћа за стално. |              |                           |                  |                                                                     |                      |           |                             |
| 116 | 3            | "Прекршај у Капитолу"     | Денис Смит       | Џорџ Шенк и Френк Кардеа                                            | 7. октобар 2008.     | 603       | 16.29                       |
| Када је двоје бициклиста пронашло жену у језеру у парку Рок Крик, екипа открива да је убијена поручница-заповедница имала аферу са сенатором Патриком Кајлијем, бившим војником који је служио војни рок са Гибсом. Кајли преклиње Гибса да га изостави из истраге, знајући да ће му то уништити каријеру и брак. На месту злочина, екипа се бори са олујом да покупи доказе пре него што буду уништени и суочавају се са гибсовим чудним понашањем. Ствари постају сложеније када директор Венс добије проблематични позив и Гибс постане принуђен да умеша Кајлија. Након што је сазнала ко је звао директора, Зива користи технике да добије његов број телефона и адресу е-поште. У међувремену, Еби открива да је шоља коју јој је Зива поклонила украдена и користи своје форензичке вештине да ухвати лопова. |              |                           |                  |                                                                     |                      |           |                             |
| 117 | 4            | "Домовина"                | Тони Вормби      | Џеси Стерн                                                          | 14. октобар 2008.    | 604       | 18.04                       |
| Злочиначки напад на неколико војника у коме је један страдао, а други остао у критичном стању води Гибса и екипу у Гибсов родни крај одакле је повређени војник. Гибс, Зива и Макги иду у Гибсов родни крај и откривају да сви у граду верују да је жртва мртва. Зива и Макги упознају Гибсовог оца Џексон Гибса и откривају удаљеност између Гибса и његовог оца. Након испитивања осумњиченог, Гибсов ауто са свим доказима лети у ваздух, али крв са места злочина и ДНК са места злочина воде до невероватног открића. Џексон покушава да се помири са Гибсом поправљајући кола која је Гибс хтео као мали и отац и син се коначно мире. У бљесковима из прошлости је показано да је Гибс упознао своју супругу Шенон на железничкој станици. Џексон даје Гибсу кола која је поправио. |              |                           |                  |                                                                     |                      |           |                             |
| 118 | 5            | "Девет живота"            | Денис Смит       | Линда Берстин, Ден И. Фесман и Дејвид Џ. Норт                       | 21. октобар 2008.    | 605       | 17.23                       |
| Зива је бесна јер не може да добије карте за лет за Израел. Екипа је добила случај човека који је избоден на смрт у својој гаражи. Тони и Гибс одлазе да испитају војника у пензији Кејла чији су отисци пронађена на месту злочина, али откривају да је војник кључни сведок у суђењу за убиство и да је под заштитом ФБИ-ја. Макги сазјане да ће после суђења Кејл бити стављен у програм заштите сведока од стране ФБИ-ја. Даки открива да је убица убио жртву пресећући му артерију. Тони почиње да њушка по Зивином столу да открије што се враћау Тел Авив. Еби проналази недоследности у причи коју је Кејл испричао ФБИ-ју. Гибс и Тобијас крећу на Кејла након што он хоће да се освети убици чланове своје екипе. Гибс и Тобијас покушавају да смире Кејла. Зива одлази у Тел Авив остављајући Тонија да се пита зашто. |              |                           |                  |                                                                     |                      |           |                             |
| 119 | 6            | "Убиство 2.0"             | Арвин Браун      | Стивен Д. Бајндер                                                   | 28. октобар 2008.    | 606       | 17.26                       |
| У току ноћи вештица, екипа МЗИС-а истражује низ убистава чије снимке убица качи на интенрет. Снимци убиства прве две жртве, заједно са шифрованим сликама, су на интернету. Након што је трећи снимак објављен, уживо из МЗИС-а, осумњичени је приведен, али умире током испитивања. Снимак смрти завршава на интернету и повезује злочине са певачицом. Екипа упада у гаражу, али Гибс открива да је то намештаљка да они убију певачицу, а човек кога она држи на нишану је у ствари прави убица. Гибсу је додељен Грађански орден као награда, али га Гибс, као и обично, не показује, а Тони прихвата награду за своје понашање. У међувремену, Зива открива да Макги има фотографије које му је наредила да уништи. |              |                           |                  |                                                                     |                      |           |                             |
| 120 | 7            | "Успутна штета"           | Теренс О’Хара    | Алфонсо Х. Морено                                                   | 11. новембар 2008.   | 607       | 18.75                       |
| Гибс и екипа су унајмили приправника да им помогне у истрази пљачке у Квантику. Чувар је упуцан у груди и убијен, а само 27000 је украдено и изгорело у возилу за бекство. Након прегледавања старих случајева, откривено је још неоклико пљачки са истим модус операндијем. То доводи до сина чувара, бившег робијаша, и његовог цимера. Гибс верује да ће све странке бити на чуваревој сахрани и уз помоћ приправника екипа их хапси све. Гибс почиње да верује да агент Ленгер није био кртица и ставља значку агента Ленгера на зид покојних официра и агената, пре него што враћа пажњу на агенткињу Ли. |              |                           |                  |                                                                     |                      |           |                             |
| 121 | 8            | "Издајник (1. део)"       | Џејмс Витмор Мл. | Џеси Стерн                                                          | 18. новембар 2008.   | 608       | 17.99                       |
| Гибс шаље Диноза и Зиву да покушају да провале у строго поверљиво војно складиште, говорећи им да је то провера сигурности складишта. Кад су ухваћени на пола провале, откривено је да је цело складиште варка и да је кртица активирала противпожарну узбуну и упала у главни рачунар и посула његову тастатуру радиоактивном материјом. Након повратка са операције, директор објашњава екипи да је неко од њих кртица и објашњава им за радиоактивну материју. Скенира руке Тонија, Зиве, Макгија и Дакија, а онда одлази да скенира Ебине руке које реагују на Гајгеров бројач. Еби је притворена. Ипак, за Еби је откривено (не и Лијевој) да је она у плану за хватање кртицеод почетка. Након што је Лијева направила траг о новинама, она је приведена. Лијева открива да је била принуђена да одаје тајне и да побије двоје људи јер јој је ћерка Аманда отета. Пуштају је, а епизода се завршава када се Гибс појављује на задњем седишту њеног аутомобила и говори јој: "Изгледа да ћемо да радимо заједно".         |              |                           |                  |                                                                     |                      |           |                             |
| 122 | 9            | "Бодеж (2. део)"          | Денис Смит       | Рид Стајнер и Кристофер Џ. Вејлд                                    | 25. новембар 2008.   | 609       | 18.12                       |
| Агент Ли помаже екипи МЗИС-а да спречи да се топ-тајни план за одбрану украде у нади да ће пронаћи своју ћерку Аманду. Ли је искоришћена као мамац да се ухвати њена веза Том Бенкстон, који такође говори да је и члан његове породице талац. Током истраге, Аманда испада да није Лиина ћерка него њена млађа усвојена сестра. За Бенкстона се открива да је велеум и он узима Лијеву за таоца док их Гибс испраћа на аутобус. гибс задобија лакше повреде током обрачуна. Тони и зива проналазе Аманду везану за бомбу и једва успевају да је ослободе. Након што је сазнала да је Аманда на сигурном, Лијева даје знак Гибсу да оуца и убијена је заједно са Бенкстоном. Гибс даје значку Аманде Ли док екипа размршава улогу кртице Лијеве. |              |                           |                  |                                                                     |                      |           |                             |
| 123 | 10           | "Смрт на путу"            | Томас Џ. Рајт    | Стив Крозир                                                         | 2. децембар 2008.    | 610       | 18.52                       |
| Екипа истражује смрт подофицира који је умро у саобраћајној несрећи, али агенти сумњају на убиство. За смрт подофицира се сумњало да је повезана са бокс клубом. Он је убијен уместо човека који је уцењивао злочинца. Кад је човек порнађен мртав у подофицировом стану, подофицирова партнер је главни осумњичен, али испада да први комшија стоји иза свега. Тони учествује у интернет такмичењу са гитаром за који Зива мисли да је детињаст, али прима к' срцу Тонијеве речи о избору и узима ваздушну гитару. |              |                           |                  |                                                                     |                      |           |                             |
| 124 | 11           | "Тиха ноћ"                | Тони Вормби      | Џорџ Шенк и Френк Кардеа                                            | 16. децембар 2008.   | 611       | 19.94                       |
| Отисци прстију подофицира и ветерана из Вијетнама за кога се мислило да је мртав, Неда Квина, су се појавили на месту злочина дуплог убиства. Тврдећи да је невин, Квин објашњава да је био у гаражи и да је радио за жртве кад су побијене. Док се боре са градском полицијом која хоће да се Квину суди одмах, екипа открива доказе који повезују чувара са сефом на месту злочина. Пошто је откривен, чувар омамљује Макгија омамљивачем и неуспешно покушава да побегне. Квина, који објашњава да је отишао на тајни задатак спаљујући своју кућу јер је веровао да ће његовој жени и ћерки бити боље са користима од службе након његове претпостављене смрти, је наговорио Гибс да се придружи својој породици за Божић. |              |                           |                  |                                                                     |                      |           |                             |
| 125 | 12           | "У кавезу"                | Лесли Либман     | Алфонсо Х. Морено                                                   | 6. јануар 2009.      | 612       | 19.10                       |
| Док је истраживао смрт војника чији је костур пронађен, Макги одлази у женски затвор, надајући се да ће добити написмено признање од једне робијашице осуђене за сличан злочин, али све се погоршава кад се затворенице побуне и преузму управу над затвором. Један чувар је пронађен мртав током побуне, а робијашице држе Макгија и још два чувара као таоце јер желе само да се убица приведе правди. Управник даје рок робијашицама да се предају до заласка сунца, терајући Гибса и екипу да се тркају са временом не само да открију идентитет убице, него да спасу и Макгијев живот. |              |                           |                  |                                                                     |                      |           |                             |
| 126 | 13           | "Убијена птица"           | Џејмс Витмор Мл. | Џеси Стерн                                                          | 13. јануар 2009.     | 613       | 18.62                       |
| Док су истраживали смрт морнара, пролазница напада Дакија и убада у руку оружјем којим је почињено прво убиство. Гибс и екипа копају по његовој прошлости и откривају узнемирујућу тајну из времена кад је био лекар у Авганистану. У међувремену, жена која је убола Дакија тврди да јој је он убио брата, али се крије иза дипломатије. |              |                           |                  |                                                                     |                      |           |                             |
| 127 | 14           | "Љубав и рат"             | Теренс О’Хара    | Стивен Д. Бајндер и Дејвид Џ. Норт                                  | 27. јануар 2009.     | 614       | 19.04                       |
| Екипа истражује убиство војног капетана, откривејући могућу велеиздају која је можда довела до његове смрти. У међувремену, Макги упознаје нову симпатију Клер преко интернета, али оно што он не зна је да је то Динозо. |              |                           |                  |                                                                     |                      |           |                             |
| 128 | 15           | "Достава"                 | Денис Смит       | Ден И. Фесман и Рид Стајнер                                         | 10. фебруар 2009.    | 615       | 18.03                       |
| Док су истраживали смрт војника, екипа проналази Гибсов војни број написан крвљу на месту злочина. Откривено је да је помогао Колумбијки пре 18 година док је био на тајној операцији на мисији у Јужној Африци и да га је њен син Томас звао у вези око велике уцене око крађе неколико сандука пројектила из војне базе. Мајк Френкс се враћа да помогне око случаја док је Гибс принуђен да оживи своју прошлост. |              |                           |                  |                                                                     |                      |           |                             |
| 129 | 16           | "Одбијање"                | Арвин Браун      | Дејвид Џ. Норт и Стивен Д. Бајндер                                  | 17. фебруар 2009.    | 616       | 18.06                       |
| Војник ухапшен због проневере из случаја на ком је Динозо радио пре три године је изашао из затвора, а војни поручник који је сведочио против њега је пронађен мртав. Тони је постављен за шефа екипа због Гибсовог правила бр. 38 ("Твој случај ти води") открива да је војнику смештено за проневеру и да сад неко покушава да ућутка оне који су му сместили. Гибсова наклоност према Динозу је откривена кад му је рекао колико је поносан на њега што је виши теренски агент. |              |                           |                  |                                                                     |                      |           |                             |
| 130 | 17           | "На југ преко југозапада" | Томас Џ. Рајт    | Џорџ Шенк и Френк Кардеа                                            | 24. фебруар 2009.    | 617       | 18.27                       |
| Када је агент МЗИС-а Џек Патерсон убијен из кола у покрету, Еби се осећа одговорном јер је требало да се нађе са њим. Користећи слику коју јој је послао и посетницу оперативца НСА, екипа открива жену у пустињи која можда има одговоре. Гибс и Тони прате тамошњег шерифа на кољу који их води до пустиње у Аризони да би пронашли жену. У лабораторији, екипа открива прави идентитет оперативца НСА и схвата да су Гибс, Тони и жена у пустињи у опасности. У међувремену, Тони оечкује позив који ће му рећи колико је добио из ујаковог тестамента. |              |                           |                  |                                                                     |                      |           |                             |
| 131 | 18           | "Нокаут"                  | Тони Вормби      | Џеси Стерн                                                          | 17. март 2009.       | 618       | 15.84                       |
| Гибс копа по Венсовој прошлости након што је открио да је директор "позајмио" екипу без питања због истраге о нестанку и убијеном другу, који је такође бивши војник. Откривено је да се Тони виђао са женама након раскида са Жан Беноом. |              |                           |                  |                                                                     |                      |           |                             |
| 132 | 19           | "Жмурке"                  | Денис Смит       | Ден И. Фесман                                                       | 24. март 2009.       | 619       | 17.83                       |
| Револвер је пронађен код 12-огодишњег сина поручника-командира. Гибс и екипа су позвани да открију порекло оружја. ствари постају сложеније кад Еби нађе мождану материју на оружју, откривајући да је коришћена за неколико убистава, и пиштољ је повезан са породицом. У међувремену, Макги покушава да замени Дакијеве штапове за голф. |              |                           |                  |                                                                     |                      |           |                             |
| 133 | 20           | "Мртвачев обрачун"        | Теренс О’Хара    | Синопсис: Рид Стајнер и Кристофер Џ. Вејлд Сценарио: Дејвид Џ. Норт | 31. март 2009.       | 620       | 17.23                       |
| Када мутни агент ЦИА-е Трент Корт затражи услугу (из епизоде "Убијена птица"), Гибс се слаже да се нађу у напуштеном складишту. Током Гибсовог доласка, он проналази Трента са два мртваца, који тврди да су се поубијали кад је он дошао. Гибс и екипа морају да раде са Трентом да ослободе најтраженијег МЗИС-а и откривају да је човек на зиду маска за прави мозак - наводног рачуновођу. |              |                           |                  |                                                                     |                      |           |                             |
| 134 | 21           | "Отров"                   | Томас Џ. Рајт    | Стивен Д. Бајндер                                                   | 7. април 2009.       | 621       | 17.81                       |
| Кад је владин научник нестао, Еби је унајмио вођа рада да заврши његов рад, али екипа брине да је не задеси иста судбина као и њеног претходника. |              |                           |                  |                                                                     |                      |           |                             |
| 135 | 22           | "Легенда (1. део)"        | Тони Вормби      | Шејн Бренан                                                         | 28. април 2009.      | 622       | 16.70                       |
| Специјални агенти МЗИС-а Лерој Џетро Гибс и Тимоти Мeкги лете у Лос Анђелес да раде са МЗИС-овим Одељењем за специјалне пројекте у Лос Анђелесу и његовом екипом да би решили убиство војника и на крају откривају да је убиство повезано са чланон терористичке спавачке ћелије са седиштем у Лос Анђелесу. Епизода се завршава када се агент ОСП-а Џи Кален сукобљава са човеком за кога је откривено да је Мајкл Ривкин, дечко официра за везу између Мосада и МЗИС-а, Зиве Давид. |              |                           |                  |                                                                     |                      |           |                             |
| 136 | 23           | "Легенда (2. део)"        | Џејмс Витмор Мл. | Шејн Бренан                                                         | 5. мај 2009.         | 623       | 16.72                       |
| Сазнавши да је Ривкин у Лос Анђелесу у портази за истом терористичком ћелијом, екипа МЗИС-а дуплира своје снаге да заустави Ривкина док покушавају да ухапсе живог члана ћелије. На жалост, Ривкин је усложио ствари успављујући (убијајући) чланове терористичке ћелије пре него што су их МЗИС-овци похапсили. У Вашингтону, Тони Динозо је присиљен да преиспита Зивину оданост МЗИС-у након појављивања Ривкина у Лос Анђелесу. |              |                           |                  |                                                                     |                      |           |                             |
| 137 | 24           | "Увек верни (1. део)"     | Тони Вормби      | Џеси Стерн                                                          | 12. мај 2009.        | 624       | 16.20                       |
| Након што провала у СЕКМОР-ово складиште доведе до смрти агента ИЦС-а, Гибс и екипа су принуђени да раде са ИЦС-ом и ФБИ-јем да би пронашли убицу. У међувремену, Тони се суочава са Мајклом Ривкином и покушава да га ухапси због оперисања на америчком тлу и због убиства руководиоца ћелије и агента ИЦС-а. Њих двојица завршавају у борби која се завршава кад Ривкин покуша да убоде Тонија комадом стакла и Тони га упуца у самоодбрани. |              |                           |                  |                                                                     |                      |           |                             |
| 138 | 25           | "Алах (2. део)"           | Денис Смит       | Дејвид Џ. Норт                                                      | 19. мај 2009.        | 625       | 16.51                       |
| Упркос Зивиним напорима да му помогне, Ривкин подлеже повредама у болници. Након што је Зивин стан уништен у експлозији, Гибс, Венс, Динозо и Зива путују у Израел, долазећи тамо на захтев Илаја Давида, енигматског вође Мосада и Зивиног оца. Еби и Макги су у Вашингтону и раде на лаптопу пронађеном у ранцу у Зивином дому и откривају кључне податке о операцији које није пренела остатку екипе. Гибс одлучује да остави Зиву у Тел Авиву, где је приказано да се вратила у Мосад и да ради на операцији заустављања терористичке ћелије. Епизода се завршава висећом судбином кад је откривено да су Зиву ухватили Сомалијски терористи које је Ривкин истраживао и како је вођа терориста Селим Улман мучи због података о МЗИС-у. |              |                           |                  |                                                                     |                      |           |                             |